# Destil Trappers Tilburg
Destil Trappers Tilburg je hokejový klub z Tilburgu, který hraje Nizozemskou hokejovou ligu. Klub byl založen roku 1938. Jejich domovským stadionem je IJssportcentrum Tilburg s kapacitou 2500 diváků.

## Vítězství
- Nizozemská liga ledního hokeje (15x) - 1947, 1971, 1972, 1973, 1974, 1975, 1976, 1994, 1995, 1996, 2001, 2007, 2008, 2014 a 2015.